# María del Carmen Pérez Cuadra
María del Carmen Pérez Cuadra (Jinotepe, Carazo, 28 de noviembre de 1971) es una narradora, poeta, investigadora literaria y docente nicaragüense.

## Trayectoria
Licenciada en Artes y Letras por la Universidad Centroamericana (UCA) y máster en literatura Hispanoamericana y de Centroamérica integra en el 2009 a la junta directiva de ANIDE (Asociación Nicaragüense de Escritoras de Nicaragua) y el consejo de redacción de la revista ANIDE. Es miembro del Consejo editorial de la revista 400 elefantes, el ángel pobre y de la revista virtual Istmo-especializada. También es investigadora de las artes plásticas. Ha hecho investigaciones sobre Mónica Zalaquett, Franz Galich, Gioconda Belli, Rubén Darío, Sonia Morales entre otros y otras autora/es centroamericana/os.
Ha publicado artículos, ensayos, narración en diversos medios del país y medios digitales. Es cofundadora del Seminario Permanente de Investigaciones de Literatura Centroamericana (Univ.C.A. (UCA)- Instituto de Historia de Nicaragua y Centroamérica IHNCA) 1995-2004. En el 2009, integró el equipo del Instituto de Historia de Nicaragua y Centroamérica IHNCA de la Universidad Centroamericana UCA en Managua y es colaboradora del programa de investigación: “Hacia una historia de las literaturas centroamericanas” del Centro de Investigación en Identidad y Cultura Latinoamericanas (CIICLA) de la Universidad de Costa Rica (2006).

## Obras
- Sin luz artificial: Narraciones (2004)[2]
- Una ciudad de estatuas y perros (2014)[3]
- Rama. Microficciones (2016)[4]
- Isonauta (2020)[5]

## Premios y reconocimientos
- Premio Único del II Concurso Centroamericano Rafaela Contreras en "Cuento" escrito por mujeres convocado por ANIDE.(2004)
- Premio en Concurso Nacional de Poesía Inédita “El Cisne” convocado por el Instituto de Cultura de Nicaragua y la alcaldía de Ciudad Darío.(2008)[6]
- Su poemario Diálogo entre naturaleza muerta y naturaleza viva más algunas respuestas pornoeroticidas recibió una mención en el I Concurso Nacional de Poesía Escrita por Mujeres Mariana Sansón (2003).
- Monstruo entre las piernas y otras escrituras antropomorfas obtuvo la misma mención en el 2005.[6]
- Primer lugar del Certamen Nacional de Cuentos María Teresa Sánchez, 2014.[7]